# Oligodon woodmasoni
Oligodon woodmasoni es una especie de serpientes de la familia Colubridae.

## Distribución geográfica
Es endémica de las islas Nicobar y quizá de las islas Andamán, pertenecientes ambas a la India.

## Estado de conservación
Se encuentra amenazada por la pérdida de su hábitat natural.